# Gran Premio de Portugal de Motociclismo de 2006
El Gran Premio de  Portugal de Motociclismo de 2006 (oficialmente bwin.com Grande Prémio de Portugal) fue la decimosexta prueba del Campeonato del Mundo de Motociclismo de 2006. Tuvo lugar en el fin de semana del 13 al 15 de octubre de 2006  en el Autódromo do Estoril, situado en Estoril, Portugal.
La carrera de MotoGP fue ganada por Toni Elías, seguido de Valentino Rossi y Kenny Roberts, Jr.. Andrea Dovizioso ganó la prueba de 250 cc, por delante de Hiroshi Aoyama y Alex de Angelis. La carrera de 125 cc fue ganada por Álvaro Bautista, Héctor Faubel fue segundo y Mika Kallio tercero.

## Resultados

### Resultados MotoGP
| Pos.    | N.º | Piloto             | Constructor | Vueltas | Tiempo/Retirado | Parrilla | Puntos |
| ------- | --- | ------------------ | ----------- | ------- | --------------- | -------- | ------ |
| 1       | 24  | Toni Elías         | Honda       | 28      | 46:08.739       | 11       | 25     |
| 2       | 46  | Valentino Rossi    | Yamaha      | 28      | +0.002          | 1        | 20     |
| 3       | 10  | Kenny Roberts, Jr. | KR211V      | 28      | +0.176          | 13       | 16     |
| 4       | 5   | Colin Edwards      | Yamaha      | 28      | +0.864          | 2        | 13     |
| 5       | 6   | Makoto Tamada      | Honda       | 28      | +18.419         | 14       | 11     |
| 6       | 21  | John Hopkins       | Suzuki      | 28      | +25.181         | 6        | 10     |
| 7       | 7   | Carlos Checa       | Yamaha      | 28      | +29.348         | 9        | 9      |
| 8       | 33  | Marco Melandri     | Honda       | 28      | +31.813         | 15       | 8      |
| 9       | 71  | Chris Vermeulen    | Suzuki      | 28      | +40.117         | 12       | 7      |
| 10      | 17  | Randy de Puniet    | Kawasaki    | 28      | +41.496         | 16       | 6      |
| 11      | 66  | Alex Hofmann       | Ducati      | 28      | +41.533         | 18       | 5      |
| 12      | 65  | Loris Capirossi    | Ducati      | 28      | +44.776         | 10       | 4      |
| 13      | 77  | James Ellison      | Yamaha      | 28      | +1:19.113       | 17       | 3      |
| 14      | 30  | José Luis Cardoso  | Ducati      | 28      | +1:40.716       | 19       | 2      |
| 15      | 8   | Garry McCoy        | Ilmor       | 24      | +4 vueltas      | 20       | 1      |
| Ret     | 69  | Nicky Hayden       | Honda       | 4       | Caída           | 3        |        |
| Ret     | 26  | Dani Pedrosa       | Honda       | 4       | Caída           | 4        |        |
| Ret     | 27  | Casey Stoner       | Honda       | 1       | Caída           | 5        |        |
| Ret     | 15  | Sete Gibernau      | Ducati      | 1       | Caída           | 8        |        |
| Ret     | 56  | Shinya Nakano      | Kawasaki    | 0       | Caída           | 7        |        |
| Fuente: |     |                    |             |         |                 |          |        |

### Resultados 250cc
| Pos     | N.º | Piloto               | Constructor | Vueltas | Tiempo/Retirado | Parrilla | Puntos |
| ------- | --- | -------------------- | ----------- | ------- | --------------- | -------- | ------ |
| 1       | 34  | Andrea Dovizioso     | Honda       | 26      | 44:30.727       | 7        | 25     |
| 2       | 4   | Hiroshi Aoyama       | KTM         | 26      | +0.015          | 2        | 20     |
| 3       | 7   | Alex de Angelis      | Aprilia     | 26      | +0.348          | 6        | 16     |
| 4       | 15  | Roberto Locatelli    | Aprilia     | 26      | +1.842          | 1        | 13     |
| 5       | 48  | Jorge Lorenzo        | Aprilia     | 26      | +6.402          | 4        | 11     |
| 6       | 55  | Yuki Takahashi       | Honda       | 26      | +9.619          | 12       | 10     |
| 7       | 58  | Marco Simoncelli     | Gilera      | 26      | +14.303         | 3        | 9      |
| 8       | 50  | Sylvain Guintoli     | Aprilia     | 26      | +17.222         | 10       | 8      |
| 9       | 14  | Anthony West         | Aprilia     | 26      | +34.819         | 11       | 7      |
| 10      | 80  | Héctor Barberá       | Aprilia     | 26      | +37.976         | 5        | 6      |
| 11      | 96  | Jakub Smrž           | Aprilia     | 26      | +41.584         | 15       | 5      |
| 12      | 54  | Manuel Poggiali      | KTM         | 26      | +42.929         | 18       | 4      |
| 13      | 42  | Aleix Espargaró      | Honda       | 26      | +43.022         | 8        | 3      |
| 14      | 52  | José David de Gea    | Honda       | 26      | +43.040         | 13       | 2      |
| 15      | 8   | Andrea Ballerini     | Aprilia     | 26      | +43.935         | 16       | 1      |
| 16      | 28  | Dirk Heidolf         | Aprilia     | 26      | +59.454         | 17       |        |
| 17      | 37  | Fabricio Perren      | Honda       | 26      | +1:10.952       | 20       |        |
| 18      | 44  | Taro Sekiguchi       | Aprilia     | 26      | +1:15.390       | 19       |        |
| 19      | 24  | Jordi Carchano       | Aprilia     | 26      | +1:17.577       | 21       |        |
| 20      | 23  | Arturo Tizón         | Honda       | 26      | +1:32.205       | 23       |        |
| 21      | 22  | Luca Morelli         | Aprilia     | 25      | +1 vuelta       | 22       |        |
| 22      | 85  | Alessio Palumbo      | Aprilia     | 25      | +1 vuelta       | 26       |        |
| 23      | 75  | Luke Lawrence        | Yamaha      | 25      | +1 vuelta       | 29       |        |
| 24      | 32  | João Fernandes       | Aprilia     | 24      | +2 vueltas      | 27       |        |
| Ret     | 25  | Alex Baldolini       | Aprilia     | 25      | Caída           | 14       |        |
| Ret     | 73  | Shuhei Aoyama        | Honda       | 15      |                 | 9        |        |
| Ret     | 16  | Jules Cluzel         | Aprilia     | 13      | Caída           | 24       |        |
| Ret     | 45  | Dan Linfoot          | Honda       | 11      |                 | 28       |        |
| Ret     | 65  | Alessandro Brannetti | Honda       | 4       |                 | 25       |        |
| DNQ     | 59  | Ho Chi Fung          | Aprilia     |         |                 |          |        |
| DNQ     | 56  | Su Rong Zai          | Aprilia     |         |                 |          |        |
| Fuente: |     |                      |             |         |                 |          |        |

### Resultados 125cc
| Pos.    | N.º | Piloto              | Constructor | Vueltas | Tiempo/Retirado | Parrilla | Puntos |
| ------- | --- | ------------------- | ----------- | ------- | --------------- | -------- | ------ |
| 1       | 19  | Álvaro Bautista     | Aprilia     | 23      | 40:48.792       | 1        | 25     |
| 2       | 55  | Héctor Faubel       | Aprilia     | 23      | +15.098         | 2        | 20     |
| 3       | 36  | Mika Kallio         | KTM         | 23      | +15.112         | 11       | 16     |
| 4       | 52  | Lukáš Pešek         | Derbi       | 23      | +15.745         | 3        | 13     |
| 5       | 60  | Julián Simón        | KTM         | 23      | +15.778         | 4        | 11     |
| 6       | 71  | Tomoyoshi Koyama    | Malaguti    | 23      | +27.588         | 7        | 10     |
| 7       | 32  | Fabrizio Lai        | Honda       | 23      | +27.609         | 6        | 9      |
| 8       | 14  | Gábor Talmácsi      | Honda       | 23      | +27.652         | 8        | 8      |
| 9       | 24  | Simone Corsi        | Gilera      | 23      | +31.877         | 18       | 7      |
| 10      | 11  | Sandro Cortese      | Honda       | 23      | +38.878         | 15       | 6      |
| 11      | 44  | Karel Abraham       | Aprilia     | 23      | +39.265         | 10       | 5      |
| 12      | 42  | Pol Espargaró       | Derbi       | 23      | +44.501         | 23       | 4      |
| 13      | 8   | Lorenzo Zanetti     | Aprilia     | 23      | +44.543         | 22       | 3      |
| 14      | 12  | Federico Sandi      | Aprilia     | 23      | +46.069         | 21       | 2      |
| 15      | 33  | Sergio Gadea        | Aprilia     | 23      | +48.087         | 12       | 1      |
| 16      | 54  | Randy Krummenacher  | KTM         | 23      | +59.731         | 27       |        |
| 17      | 34  | Esteve Rabat        | Honda       | 23      | +59.788         | 19       |        |
| 18      | 45  | Imre Tóth           | Aprilia     | 23      | +1:07.489       | 17       |        |
| 19      | 35  | Raffaele De Rosa    | Aprilia     | 23      | +1:07.519       | 26       |        |
| 20      | 49  | Kazuma Watanabe     | Honda       | 23      | +1:21.367       | 34       |        |
| 21      | 16  | Michele Conti       | Honda       | 23      | +1:21.417       | 32       |        |
| 22      | 13  | Dino Lombardi       | Aprilia     | 23      | +1:26.874       | 40       |        |
| 23      | 21  | Mateo Túnez         | Aprilia     | 23      | +1:29.379       | 36       |        |
| 24      | 43  | Manuel Hernández    | Aprilia     | 23      | +1:29.402       | 29       |        |
| 25      | 37  | Joey Litjens        | Honda       | 23      | +1:29.420       | 35       |        |
| 26      | 25  | Dominique Aegerter  | Aprilia     | 23      | +1:30.416       | 28       |        |
| 27      | 67  | Blake Leigh-Smith   | KTM         | 23      | +1:33.029       | 33       |        |
| 28      | 73  | Kazuya Otani        | Malaguti    | 23      | +1:33.112       | 39       |        |
| 29      | 95  | Georg Fröhlich      | Honda       | 23      | +1:33.183       | 38       |        |
| 30      | 69  | Michal Šembera      | Honda       | 22      | +1 vuelta       | 41       |        |
| Ret     | 18  | Nicolás Terol       | Derbi       | 19      | Retirado        | 13       |        |
| Ret     | 20  | Roberto Tamburini   | Aprilia     | 19      | Caída           | 24       |        |
| Ret     | 53  | Simone Grotzkyj     | Aprilia     | 19      | Retirado        | 31       |        |
| Ret     | 90  | Hiroaki Kuzuhara    | Aprilia     | 19      | Retirado        | 30       |        |
| Ret     | 38  | Bradley Smith       | Honda       | 15      | Caída           | 20       |        |
| Ret     | 75  | Mattia Pasini       | Aprilia     | 12      | Retirado        | 5        |        |
| Ret     | 9   | Michael Ranseder    | KTM         | 10      | Caída           | 25       |        |
| Ret     | 6   | Joan Olivé          | Aprilia     | 3       | Caída           | 14       |        |
| Ret     | 1   | Thomas Lüthi        | Honda       | 3       | Caída           | 16       |        |
| Ret     | 63  | Mike Di Meglio      | Honda       | 1       | Caída           | 9        |        |
| DNS     | 87  | Roberto Lacalendola | Aprilia     | 0       | No participó    | 37       |        |
| DNS     | 22  | Pablo Nieto         | Aprilia     |         | No participó    |          |        |
| Fuente: |     |                     |             |         |                 |          |        |